# ナイロン6

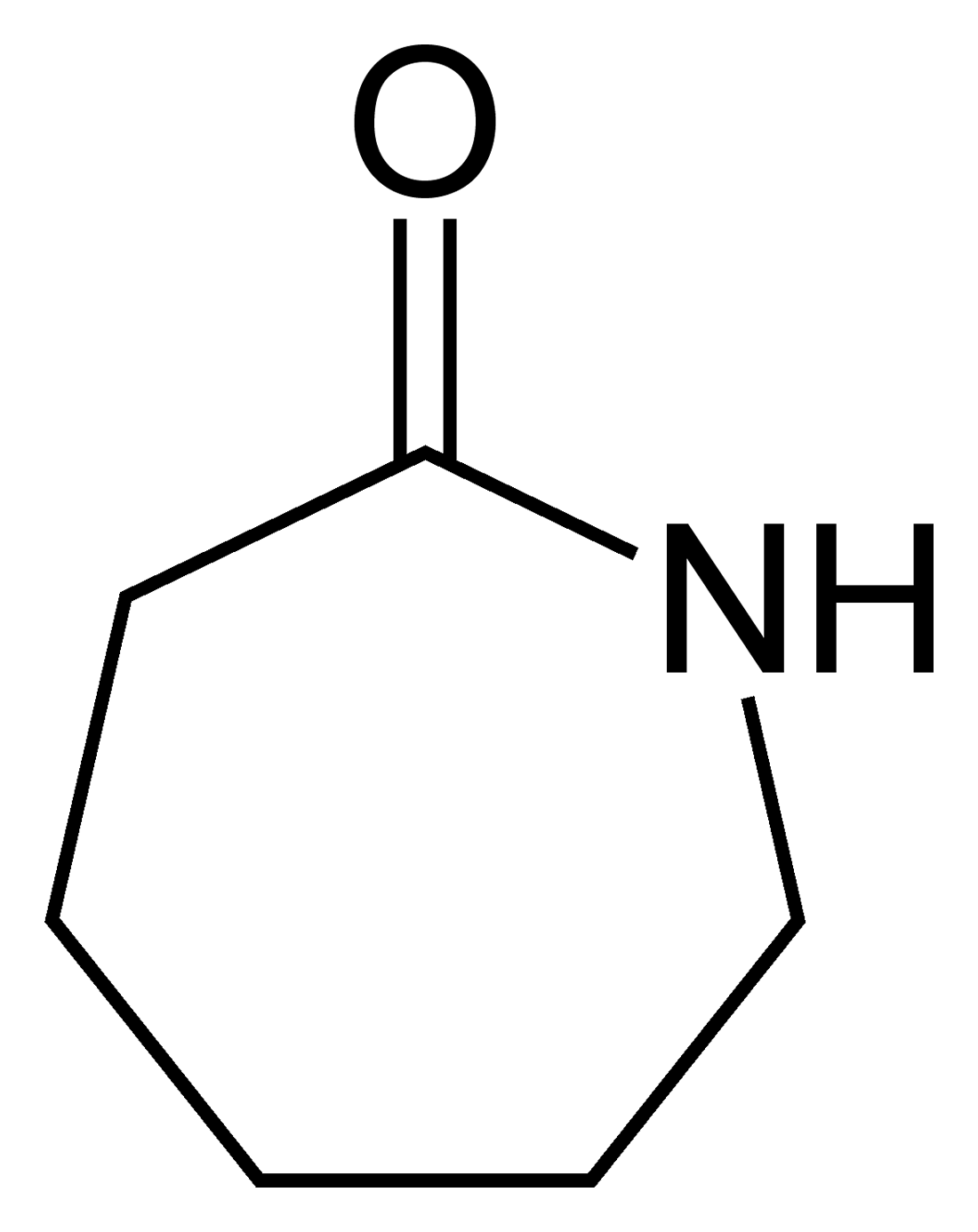
開環重合によりナイロン6を合成するために使用されるカプロラクタム

ナイロン6またはポリカプロラクタムは、IG・ファルベンインドゥストリーのPaul Schlackにより開発されたポリマーであり、製造における特許を侵害することなくナイロン6,6の特性を再現する（ほぼ同時期に東レの星野孝平もナイロン6の合成に成功している）。半結晶ポリアミドである。他のほとんどのナイロンと異なり、ナイロン6は縮合重合ではなく開環重合により形成される。これは縮合重合と付加重合の比較において特別な場合といえる。ナイロン6,6との間の競合とその例は合成繊維産業の経済を形成した。Perlon（ドイツ）、Dederon（旧東ドイツ）、Nylatron, Capron, Ultramid, Akulon, Kapron（旧ソ連及び衛星国）やDurethanなど多くの商品名で販売されている。東レにおいては1942年にアミランと命名された。

## 合成
ナイロン6は、重合するときにコモノマーや安定剤を使用して新たな分子鎖末端や官能基を導入することで、反応性や化学的性質を変えることができる。これは多くの場合、染色性や難燃性を変えるために行われる。ナイロン6はカプロラクタムの開環重合により合成される。カプロラクタムの炭素数は6であるため、ナイロン6である。カプロラクタムを窒素の不活性雰囲気中で約533 Kで約4-5時間加熱すると環が壊れて重合する。その後、溶融した塊を紡糸口金に通すことでナイロン6の繊維を形成する。
重合のときにカプロラクタム分子内のアミド結合が切断され、両側の活性基が新たに2つの結合を形成して、モノマーがポリマー骨格の一部となる。アミド結合の方向が結合ごとに逆転しているナイロン6,6と異、アミド結合が全て同じ方向にある（図参照：各アミド結合のNからCの方向に注目）

ナイロン6（上）はナイロン6,6（下）と似た構造を持つ。

## 特性
ナイロン6繊維は強靭で、高い引張強度、弾性、光沢を持つ。シワになりにくく、耐摩耗性に優れ、酸やアルカリなどの化学薬品にも耐性がある。水分を2.4%まで吸収することができるが、その場合は引張強度が低下する。ナイロン6のガラス転移温度は47 °Cである。
合成繊維であるナイロン6は一般的に白色であるが、製造前に溶液槽で染色することによりさまざまな色にすることができる。粘り強さは6–8.5 gf/デニールであり、密度は1.14 g/cm3である。融点は215 °Cであり、平均して150 °Cまでの熱に耐えることができる。

## 生分解
Flavobacterium sp. [85] と Pseudomonas sp. (NK87) はナイロン6のオリゴマーを分解するが、ポリマーは分解しない。ある種の白色腐朽菌はナイロン6を酸化分解する。脂肪族ポリエステルと比較して生分解性が悪い。その原因としてナイロン分子鎖間の水素結合による強い鎖間相互作用があるといわれている。